# Siły Powietrzne Sił Zbrojnych Ukrainy
Siły Powietrzne Sił Zbrojnych Ukrainy (ukr. Повітряні Сили Збройних Сил України), skrótowo SP SZU (ukr. ПС ЗСУ) – jeden z rodzajów Sił Zbrojnych Ukrainy.
Siły Powietrzne Sił Zbrojnych Ukrainy powstały 17 marca 1992 roku. Ich podstawą jest 24. Armia Lotnicza Wojskowych Sił Powietrznych ZSRR, która stacjonowała w Winnicy.
W skład Sił Powietrznych Sił Zbrojnych Ukrainy wchodzi ponad 800 samolotów bojowych (plus ponad 400 treningowych) oraz ponad 600 śmigłowców i 55 tysięcy osób personelu naziemnego. Ograniczony budżet na remonty spowodował uziemienie i zakonserwowanie większości maszyn, te kroki wynikają także z masowych odejść pilotów, którzy nie mogli liczyć na zadowalające zarobki. Z 50 baz lotniczych wykorzystywanych w czasach ZSRR do dziś wykorzystywanych jest tylko 18.

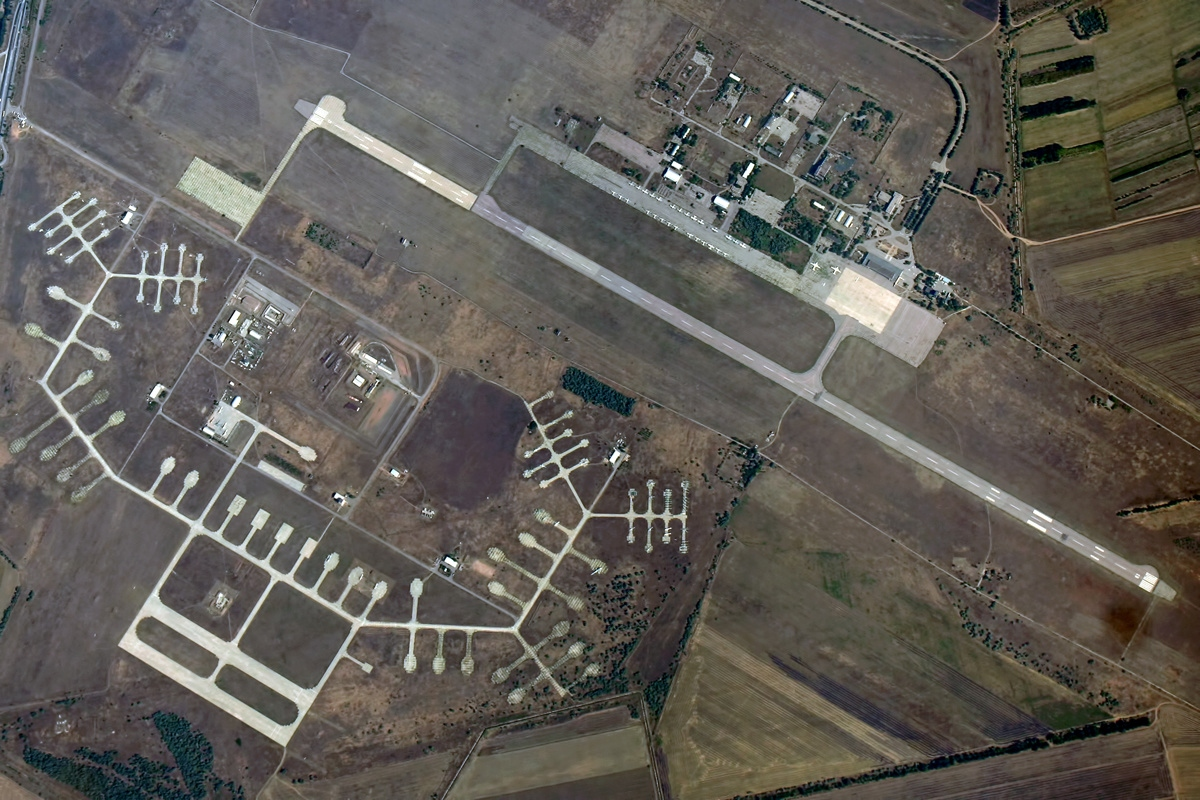
Baza Lotnicza Chersoń

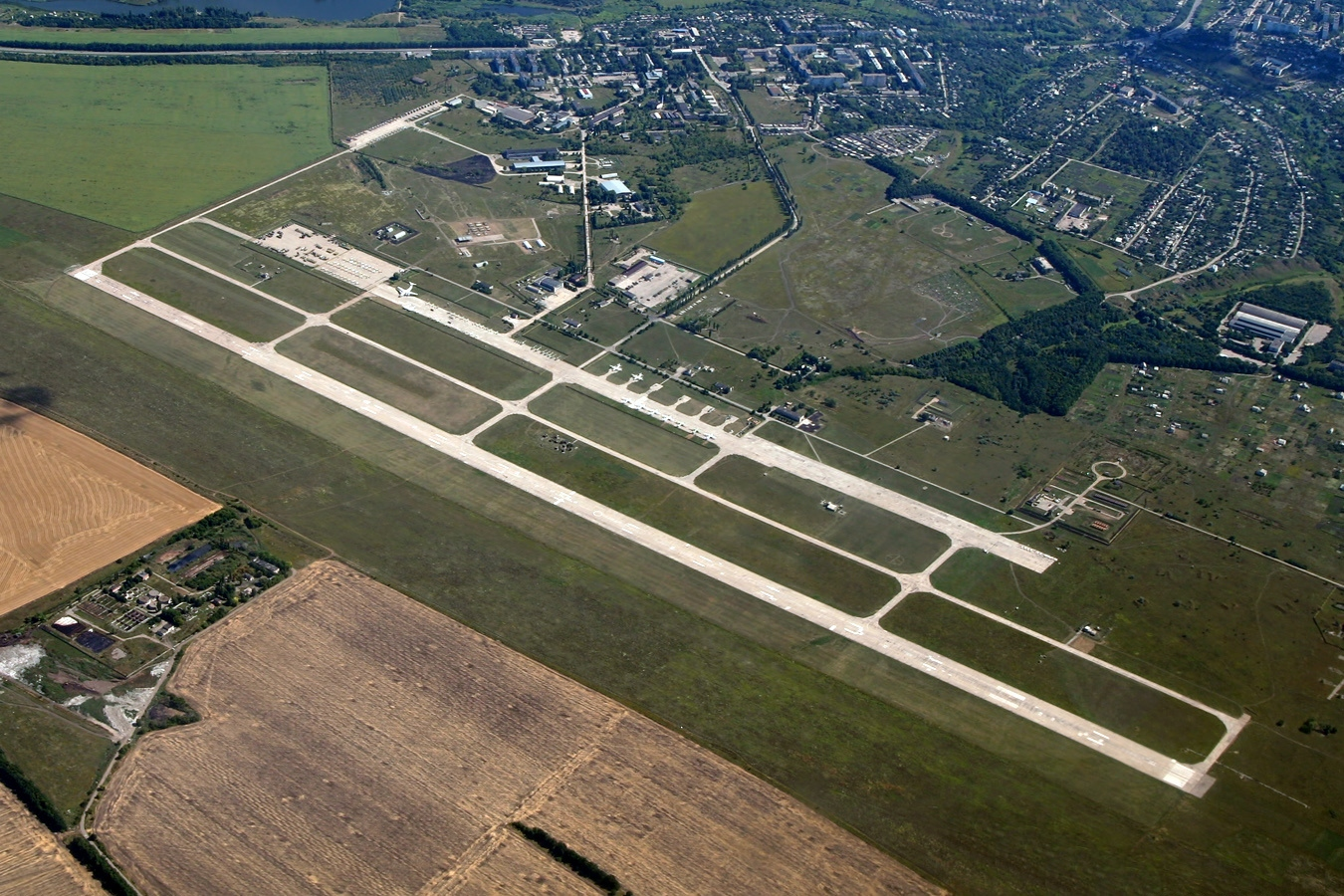
Baza Lotnicza Czugujew

## Historia
Lotnictwo wojskowe państwa ukraińskiego powstało wraz z utworzeniem sił zbrojnych Ukraińskiej Republiki Ludowej w listopadzie 1917. Powołano wówczas Dowództwo Floty Powietrznej. Trzon lotnictwa stanowiły oddziały lotnictwa Rosji znajdujące się na terenach objętych przez Ukraińską Centralną Radę, w których w kolejnych miesiącach część personelu rosyjskiego zastępowano przez Ukraińców. Dowódcą lotnictwa w grudniu 1917 został płk Wiktor Pawlenko. W styczniu 1918 lotnictwo liczyło 188 porosyjskich samolotów 26 typów (głównie francuskich), lecz część była niesprawna i wartość bojowa lotnictwa była ogólnie niska. Najliczniejsze były myśliwce Nieuport (48 sztuk). Podczas pierwszej wojny ukraińsko-radzieckiej 1. Ukraiński Oddział Lotniczy wziął udział w walkach o Kijów w grudniu 1917/styczniu 1918 z rosyjskimi bolszewikami popierającymi konkurencyjny komunistyczny rząd ukraiński (większość lotnictwa nie walczyła). W okresie władzy hetmanatu (od maja 1918) lotnictwo podlegało dalszemu rozwojowi, przy większym udziale dawnych carskich kadr, które jednak w dużej mierze nie utożsamiały się z państwem ukraińskim i często przechodziły na stronę białych. W maju 1918 wprowadzono znaki rozpoznawcze w postaci czarnych tryzubów na białym kwadracie. W tym okresie, do października lotnictwo nie brało udziału w walkach. 
W listopadzie 1918 doszło do udanego powstania przeciwko hetmanowi; przy tym obie strony używały lotnictwa. Dowódcą lotnictwa URL za rządów Dyrektoriatu ponownie został płk Wiktor Pawlenko. Lotnictwo URL następnie brało udział w walkach przeciwko bolszewikom i w mniejszym zakresie Polakom. Lotnictwo dysponowało wówczas ok. 100 samolotami, głównie pochodzenia niemieckiego i austriackiego, lecz niewiele było sprawnych. Do grudnia 1919 roku lotnictwo URL zostało rozbite, wraz z jej armią. Po podpisaniu sojuszu z Polską 25 kwietnia 1920 sformowano w Warszawie 1. Zaporoską Eskadrę Lotniczą, która brała udział w wojnie polsko-bolszewickiej od września 1920, po czym po zawieszeniu broni została internowana w Polsce.
Oprócz URL, lotnictwem dysponowała Zachodnioukraińska Republika Ludowa (Oddział Lotniczy Armii Halickiej).
Po upadku URL, jedynym ukraińskim organizmem państwowym pozostała Ukraińska Socjalistyczna Republika Radziecka, która weszła następnie w skład ZSRR. 

### Od 1990 roku

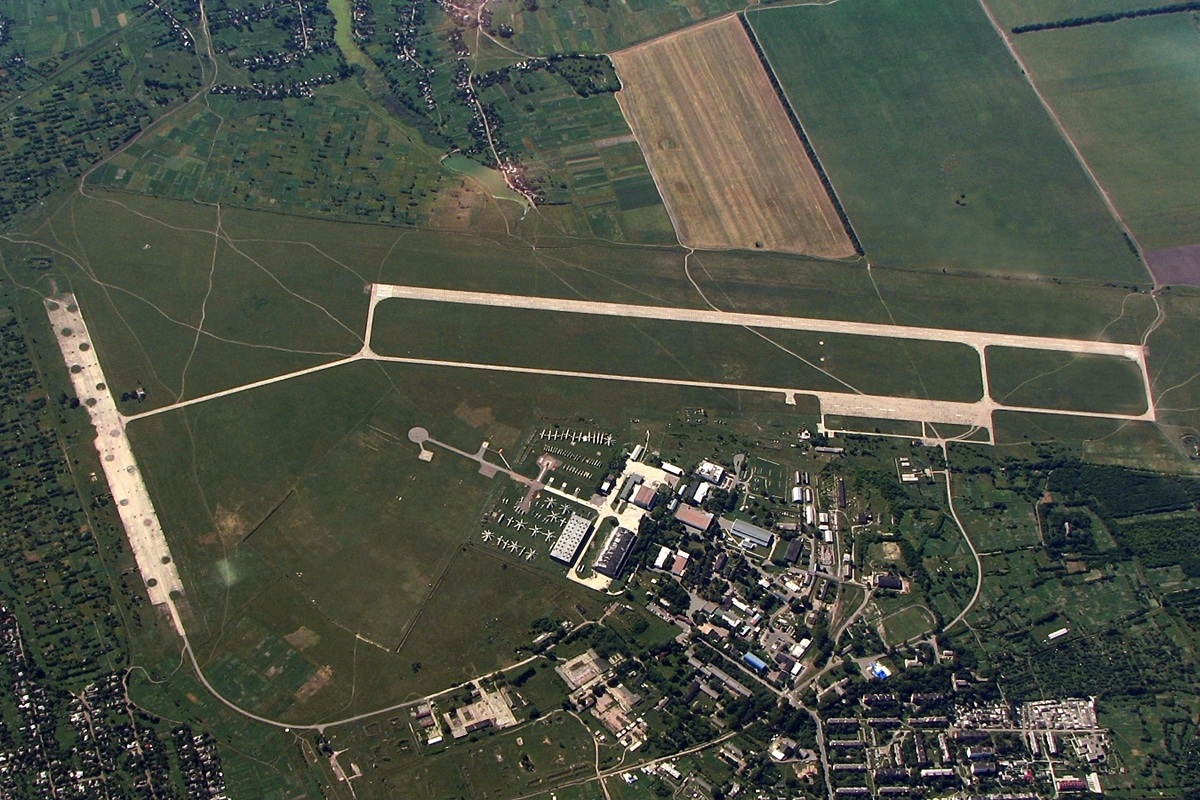
Baza Lotnicza Konotop

Na terytorium Ukraińskiej SRR znajdowało się w ramach Armii Czerwonej:
- 42% lotnictwa dalekiego zasięgu
- 25% lotnictwa frontowego
- 23% lotnictwa transportowego
- 17% lotnictwa myśliwskiego.

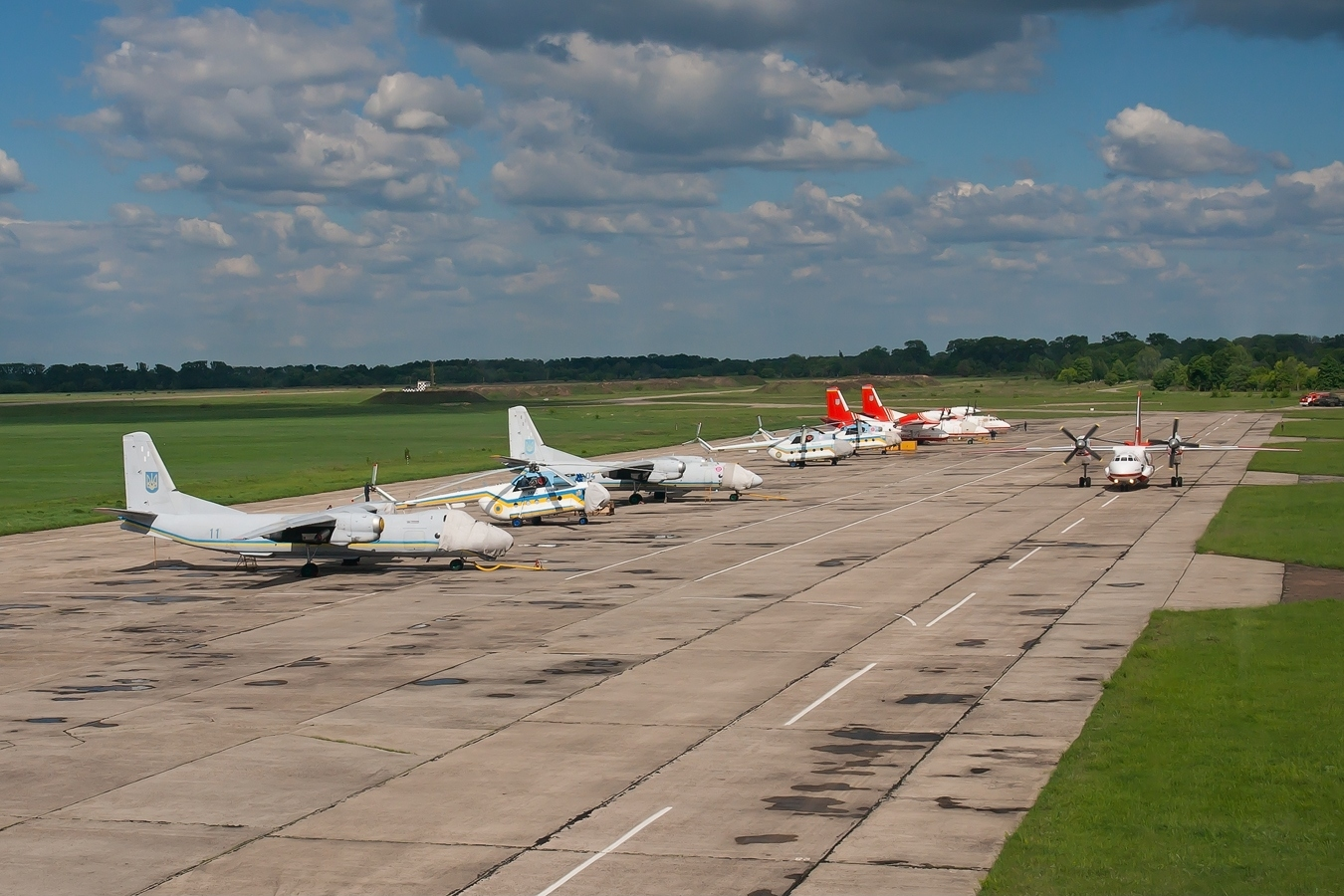
Baza Lotnicza Niżyn

Jednostki tam stacjonujące z powagi swojej pozycji strategicznej otrzymywały najnowszy sprzęt. Kadra osobowa liczyła 122 000 żołnierzy i stanowiła w chwili rozpadu ZSRR trzeci najsilniejszy związek lotniczy świata, po USA i Rosji. Trzonem Ukraińskich Sił Powietrznych stały się części armii lotniczych: 5., 14., 24., 37. i 46. Armii Lotniczej. 
W procesie rozpadu ZSRR poszczególne państwa jeszcze przed formalnym rozwiązaniem ZSRR zaczęły próbować tworzyć swoje siły zbrojne na bazie jednostek znajdujących się na ich terytorium. Na mocy działań faktycznych i umów międzypaństwowych, Ukraina objęła na przełomie 1991 i 1992 roku jednostki znajdujące się na jej terytorium, łącznie z bombowcami strategicznymi, które powinny wchodzić w skład wspólnych sił zbrojnych Wspólnoty Niepodległych Państw. Po okresie stosowania niejednolitych znaków rozpoznawczych, pod koniec 1992 roku przyjęto ujednolicone znaki, w postaci żółto-niebieskich kokard na skrzydłach i żółtego tryzuba na niebieskim kole na statecznikach. W marcu 1993 roku połączono odrębne Wojska Lotnicze i Wojska Obrony Powietrznej w Wojska Lotnicze i Obrony Powietrznej.
Liczba maszyn jakie zostały przejęte po upadku ZSRR jest trudna do oszacowania ze względu na niejednoznaczność w źródłach. Przyjęta liczba Ministerstwa Obrony Narodowej mówiła o liczbie 2800 statków powietrznych. Inne dane mówiły o 2800 samolotach bojowych i 700 śmigłowcach, plus samolotach transportowych i innych. Mimo dużej liczby samolotów, problemem stał się brak części zamiennych, wytwarzanych w innych częściach byłego ZSRR, oraz brak zapasów uzbrojenia lotniczego. Powyższe trudności oraz ogólne problemy finansowe spowodowały konieczność wycofania większości statków powietrznych, tym bardziej, że zgodnie z traktatem o redukcji sił zbrojnych w Europie, Ukraina mogła posiadać 1090 samolotów i 330 śmigłowców bojowych.
Najważniejszym typem samolotu w Siłach Powietrznych Ukrainy był myśliwiec MiG-29 w trzech wersjach. Ich liczba w latach 90. wahała się według różnych szacunków między 194 a 255 sztuk. Drugą maszyną był Su-27 w liczbie od 40 do 74. W latach 90 posiadano również myśliwce MiG-23 (159–190 szt.), MiG-25 (od 93–109 szt.) i Su-15 (od 70-80 szt.). Lotnictwo bombowe i szturmowe dysponowało samolotami Tu-16 od 98 do 128 szt., Tu-22/22M od 72–87 szt., Tu-95 23 sztuki, Su-24 282 sztuki, Su-25 76–82 sztuk, Su-17 30 sztuk. Lotnictwo transportowe posiadało Ił-76 190 sztuk i 20 kolejnych Ił-78 oraz samoloty An-12 w liczbie 56 sztuk. Przejęto także wielką liczbę – 526–587 samolotów szkolnych Aero L-39 Albatros.
Po utworzeniu nowych sił lotniczych, powstał problem miejsca służby dawnych żołnierzy radzieckich i sporymi zmianami kadr dowódczych. W 1992 roku przystąpiono do „ukrainizacji” jednostek przez zmuszanie dotychczasowego personelu do składania przysięgi na wierność Ukrainie. Większość kadry zawodowej lotnictwa stanowili Rosjanie, lecz jedynie około 700 lotników wyjechało do Rosji (część z nich uprowadzonymi samolotami), a większość pozostałych wybrała służbę na miejscu. Bezkonfliktowo podzielono uzbrojenie (oprócz bombowców strategicznych Tu-160 i tankowców Ił-78, uważanych przez Rosję za siły strategiczne), a bazy remontowe i wyszkolone kadry prognozowały silny związek taktyczny. Jednak konieczność ograniczenia budżetu na armię zaowocowały znacznymi cięciami. W ramach umów redukcyjnych do 1996 roku zobowiązano się wycofać 600 samolotów bojowych. Ogólne trudności gospodarcze powodowały osłabienie gotowości lotnictwa, a korupcja na różnych szczeblach sprzyjała wyłączeniu z sił powietrznych i „sprywatyzowaniu” większości ciężkich samolotów transportowych, przynoszących dochody na rynku komercyjnym. Szczególnie poważnym problemem był brak paliwa lotniczego, które Ukraina musiała sprowadzać z zagranicy.
Rezygnacja kraju z posiadania broni jądrowej, wymusiło rezygnację z bombowców dalekiego zasięgu. Po 1994 roku pozostawiono w służbie samoloty Tu-22 w wersji M3. Pozostałe samoloty Tu-16, Tu-22 i Tu-22M2 spisano ze stanów, a Tu-95MS i Tu-160 utrzymywano w sprawności na lotniskach. Po wsparciu finansowym Stanów Zjednoczonych rozpoczęto procedurę ich niszczenia. Rosja chcąc odzyskać Tu-160 odebrała je w zamian za część spłaty długu kraju i 575 rakiet Ch-55. W 2001 roku zniszczono pozostałe samoloty, a przy tym 487 rakiet Ch-55, czemu towarzyszył skandal, gdy sprzedano ich 12 sztuk do Iranu i 6 do Chin.

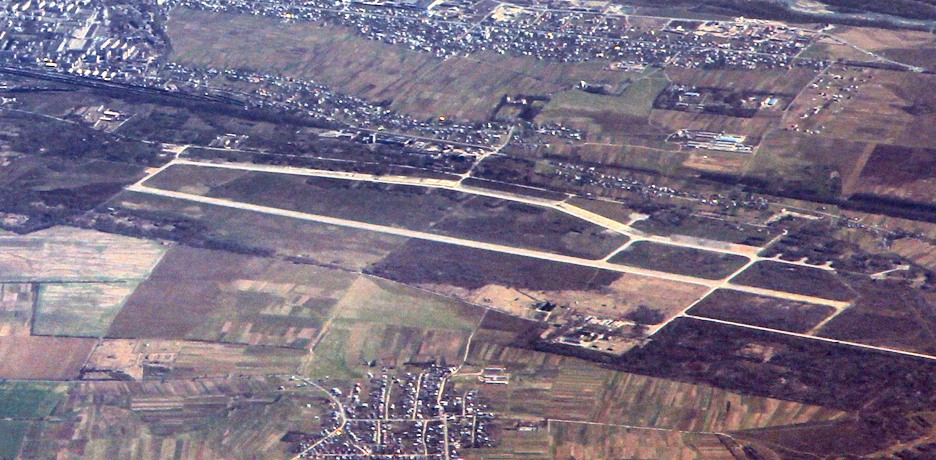
Baza Lotnicza Stryj

### XXI wiek

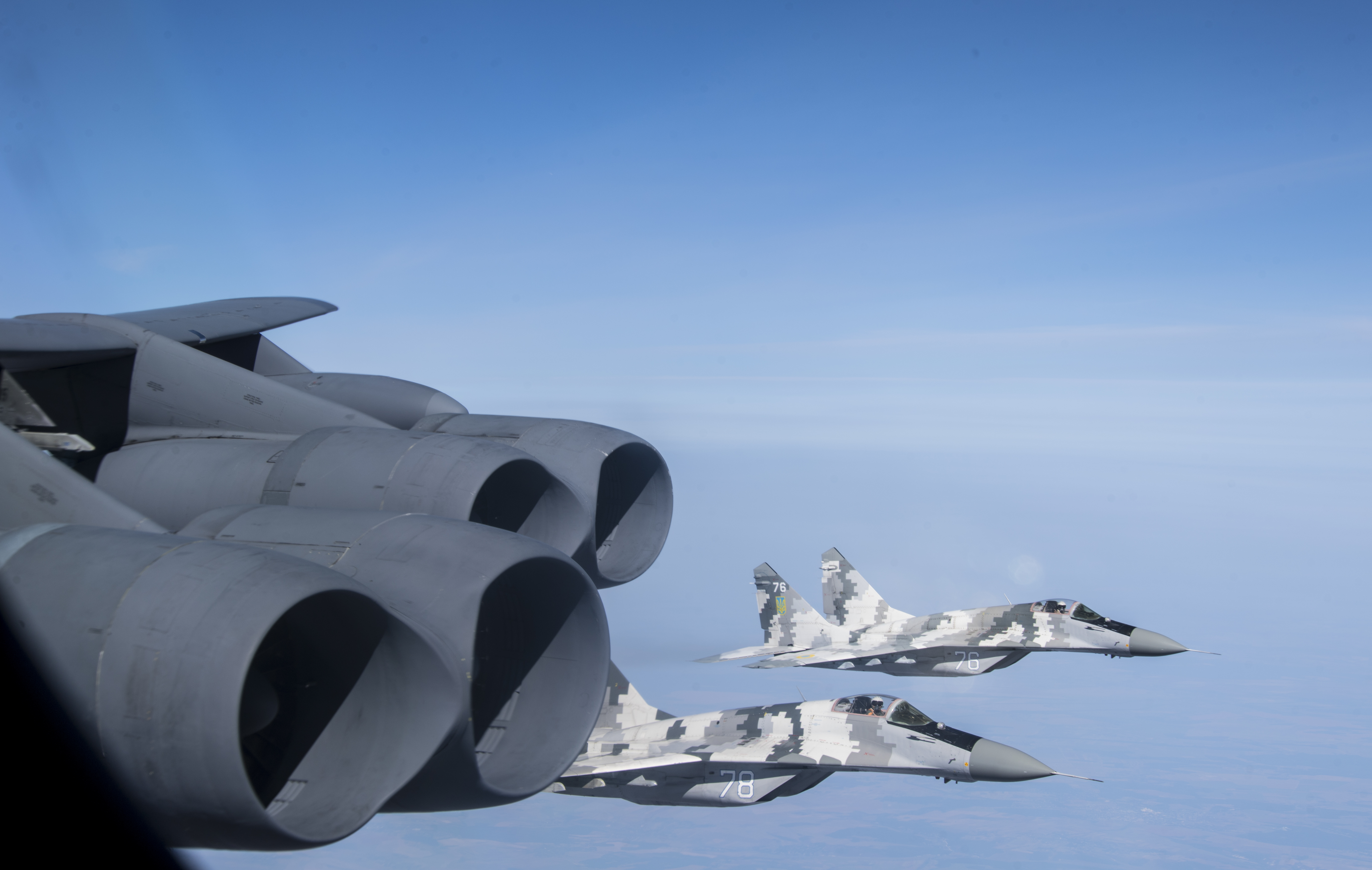
Ukraińskie MiG-29 podczas misji Bomber Task Force Europe

Na początku XXI wieku ogólna sytuacja niedoinwestowanych ukraińskich Sił Powietrznych nie uległa poprawie, a ich stan sprzętowy znacznie się zmniejszył. W 2003 roku podawano liczbę 392 samolotów bojowych w użyciu, a w 2005 roku 204 samolotów bojowych i 39 transportowych. Samoloty zaczęły być w tym okresie malowane w nowoczesny kamuflaż pikselowy.
Według oficjalnych danych, w 2012 roku było 160 samolotów bojowych i 25 transportowych, a nadto samoloty rozpoznawcze (Su-24) i szkolne (L-39). Składało się na nie 72 MiG-29, 36 Su-27, 28 szturmowych Su-25 i 24 bombowe Su-24. Około połowa z nich była jednak niesprawna. Lotnictwo nie kupowało nowych samolotów od czasów radzieckich; jedynie część samolotów była poddawana modernizacji, lecz nie idącej daleko.
Od kwietnia 2014 roku Siły Powietrzne Ukrainy zostały wykorzystane bojowo podczas konfliktu na wschodniej Ukrainie. Walki z prorosyjskimi separatystami, wspieranymi przez Rosję, nasiliły się w lipcu tego roku. Siły ukraińskie utraciły m.in. 5 szturmowych Su-25.
W listopadzie 2015 roku Ministerstwo Obrony Ukrainy podpisało wstępną umowę na pozyskanie i uruchomienie licencyjnej produkcji samolotów L-15 w zakładach Odesawiaremserwis w Odessie, jednak nie zostały one nigdy wdrożone do służby. Nie ma informacji aby uruchomiono ich produkcję licencyjną.

## Samoloty
| Samolot               | Zdjęcie             | Kraj pochodzenia    | Typ                      | Wersje                          | W służbie           | Uwagi |                     |
| Samoloty myśliwskie   | Samoloty myśliwskie | Samoloty myśliwskie | Samoloty myśliwskie      | Samoloty myśliwskie             | Samoloty myśliwskie | Samoloty myśliwskie | Samoloty myśliwskie |
| --------------------- | ------------------- | ------------------- | ------------------------ | ------------------------------- | ------------------- | --- | ------------------- |
| F-16                  |                     | Stany Zjednoczone   | myśliwski                | F-16AM Block 15 F-16BM Block 15 | 18-61               | Od 18 do 61 F-16 zostało lub zostanie przekaznych Ukrainie w latach 2023–2025 przez Danię i Holandię Jeden samolot rozbił się podczas wykonywania misji bojowej |                     |
| MiG-29                |                     | ZSRR                | myśliwski                | MiG-29/M/MU1                    | ~37                 | 27 maszyn przekazanych przez Polskę oraz Słowację po rosyjskiej agresji na Ukrainę                                                                              |                     |
| Su-27                 |                     | ZSRR                | myśliwski                | Su-27S/C/P/UB                   | ~33                 | Prawdopodobnie dwa samoloty tego typu przekazano z USA podczas inwazji rosyjskiej w 2022 roku.                                                                  |                     |
| Su-24                 |                     | ZSRR                | szturmowy rozpoznawczy   | Su-24M Su-24MR                  | ~14                 | ~95 w rezerwie |                     |
| Su-25                 |                     | ZSRR                | szturmowy                | Su-25M1                         | ~31                 | Ukraińskie siły powietrzne otrzymały czternaście samolotów tego typu z Bułgarii podczas rosyjskiej inwazji w 2022 roku.                                         |                     |
| Samoloty rozpoznawcze |                     |                     |                          |                                 |                     | |                     |
| An-30                 |                     | ZSRR                | rozpoznawczy             |                                 | 3                   | |                     |
| Samoloty transportowe |                     |                     |                          |                                 |                     | |                     |
| Ił-76                 |                     | ZSRR                | transportowy             |                                 | 19                  | |                     |
| An-24                 |                     | ZSRR                | transportowy             | An-24                           | 2                   | |                     |
| An-26                 |                     | ZSRR                | transportowy             | An-26                           | 28                  | |                     |
| An-70                 |                     | Ukraina             | transportowy             | An-70                           | 2                   | |                     |
| An-178                |                     | Ukraina             | transportowy             | An-178                          | 1 z 3               | |                     |
| Śmigłowce             |                     |                     |                          |                                 |                     | |                     |
| Mi-24                 |                     | ZSRR                | szturmowy                | Mi-24                           | 34                  | |                     |
| Mi-17                 |                     | ZSRR                | transportowy             | Mi-17                           | 49                  | |                     |
| Mi-2                  |                     | Polska              | szkolny                  | Mi-2MSB2                        | 7                   | |                     |
| Samoloty szkoleniowe  |                     |                     |                          |                                 |                     | |                     |
| Aero L-39 Albatros    |                     | Czechosłowacja      | szkolny                  | L-39M1                          | 34                  | |                     |
| Jak-52                |                     | ZSRR                | szkolny                  | Jak-52M                         | 20                  | z 80 dostarczonych |                     |
| Bezzałogowe           |                     |                     |                          |                                 |                     | |                     |
| Bayraktar TB2         |                     | Turcja              | rozpoznawczo-uderzeniowy |                                 | 20?                 | co najmniej 14 jednostek zostało zestrzelonych. |                     |

### Wycofane
- An-12 – 121
- Ił-78 – 18
- Mi-2 – 111
- Mi-26 – 25
- Mi-8 – 250
- MiG-21 – ?
- MiG-23 – 140
- MiG-25 – ?
- MiG-27 – ?
- Su-15 – ?
- Su-17 – 41
- Tu-134 - 3
- Tu-22M – 49